# باشگاه فوتبال استقلال تهران در فصل ۱۳۷۱
فصل ۱۳۷۱ چهل‌ و هفتمین سال فعالیت تیم فوتبال باشگاه استقلال و دومین سال برگزاری لیگ آزادگان بود. استقلال به عنوان نایب قهرمان لیگ فصل گذشته پای در این رقابت‌ها گذاشت و در پایان مسابقات در ردهٔ پنجم جدول رده‌بندی لیگ آزادگان قرار گرفت.
بر اساس قوانین فدراسیون فوتبال ایران در آن هنگام، تیم‌های حاضر در لیگ آزادگان بدون توجه به رتبهٔ تیم‌ها در لیگ سال قبل و از طریق مسابقات انتخابی استان‌ها برگزیده می‌شدند. در تهران نیز پس از پایان مسابقات لیگ آزادگان در دی و بهمن ۱۳۷۱، تورنمنتی موسوم به «سوپر جام باشگاه‌های تهران» برگزار گردید تا نمایندگان تهران در لیگ آزادگان سال آینده انتخاب شوند. استقلال در این تورنمنت نتایج درخوری کسب نکرد و با وجود مقام پنجمی در لیگ آزادگان در این فصل، از حضور در لیگ سوم آزادگان در فصل آینده بازماند.

## مرور فصل
دومین دورهٔ جام آزادگان از مرداد ۱۳۷۱ آغاز شد و در دی ماه همان سال به پایان رسید. این لیگ به عنوان کوتاه‌ترین لیگ فوتبال ایران شناخته می‌شود. پیش از آغاز رقابت‌های این فصل منصور پورحیدری پس از چند فصل موفق در استقلال که با کسب عناوین قهرمانی و نایب قهرمانی در آسیا همراه بود، جای خود را به بیژن ذوالفقارنسب داد. از تیمی که به تازگی نایب قهرمان آسیا شده بود، چهره‌هایی چون جعفر مختاری‌فر، عبدالعلی چنگیز، رضا احدی و مجید نامجو مطلق نیز از استقلال جدا شدند.
چند سال پس از پایان جنگی که تعطیلی مسابقات لیگ سراسری فوتبال ایران را در پی داشت، فدراسیون فوتبال ایران برای برپا کردن دوبارهٔ لیگ سراسری در حال آزمایش شیوه‌های گوناگون برگزاری مسابقات بود. پس از لیگ یکم آزادگان که در یک گروه ۱۲ تیمی برگزار شده بود، مسابقات این فصل دوباره به شیوهٔ «دو گروهی» – شیوه‌ای که در جام باشگاه‌های تهران در دههٔ ۱۳۶۰ رایج بود –  برگزار گردید. ۱۶ تیم حاضر در این مسابقات در دو گروه ۸ تیمی به پیکار پرداختند و پس از پایان پیکارهای گروهی، دو تیم برتر هر گروه به دور نیمه‌پایانی راه یافتند. سرانجام نیز تیم‌های پیروز نیمه‌نهایی (پاس و پرسپولیس) دیدار پایانی را برگزار کردند که با برتری سبزپوشان، جام آزادگان برای دومین سال پیاپی به پاس تهران رسید.
استقلال در گروه یکم بازی‌ها قرار داشت و با کسب تساوی‌های پیاپی، در پایان به مقام سوم گروه خود رسید و از رسیدن به مرحلهٔ نیمه‌نهایی رقابت‌ها بازماند. در آخرین هفته مرحله گروهی استقلال برای صعود نیاز داشت کشاورز را با اختلاف ۴ گل شکست دهد، اما با تساوی ۱-۱ متوقف شد. در جدول امتیازی دو گروه مسابقات نیز استقلال در میان ۱۶ تیم شرکت‌کننده با ۱۶ امتیاز در جای پنجم قرار گرفت.

### سهمیه‌بندی تیم‌های فوتبال تهران
در پنج دوره اول لیگ باشگاهی کشوری بعد از انقلاب (لیگ قدس و لیگ‌های آزادگان اول تا چهارم) شیوهٔ برگزاری مسابقات بر اساس «سهمیه‌بندی» تعداد نمایندگان استان‌ها بود و هر استان تعداد سهمیه مشخصی در لیگ داشت. فدراسیون فوتبال در این دوره بدون توجه به رتبهٔ تیم‌ها در لیگ آزادگان فصل گذشته، مسابقات استانی را ترتیب می‌داد تا تیم‌های دورهٔ بعدی لیگ آزادگان انتخاب شوند. این شیوه بعد از دوره چهارم لیگ آزادگان متوقف شد و با روال معمول «صعود و سقوط» که در لیگ‌های فوتبال اغلب کشورهای دنیا متداول است جایگزین شد.
استان تهران در لیگ سوم آزادگان سال ۱۳۷۲ هم‌چون لیگ دوم آزادگان تنها ۴ سهمیه داشت و دیگر تیم‌های تهرانی باید در مسابقات دیگر (جام باشگاه‌های تهران یا دسته‌جات پایین فوتبال ایران) بازی می‌کردند. پس از پایان مسابقات لیگ سال ۱۳۷۱، فدراسیون فوتبال تصمیم گرفت تا ۴ سهمیهٔ سال بعد را در رقابتی میان ۴ تیم تهرانی لیگ آزادگان (استقلال، پرسپولیس، پاس و کشاورز) و ۴ تیم برتر جام باشگاه‌های تهران در آن سال (سایپا، پورا، بانک تجارت و گسترش) تعیین کند.
در ماه‌های دی و بهمن سال ۱۳۷۱ تورنمنتی ۸ جانبه موسوم به «سوپر جام باشگاه‌های تهران» میان ۸ باشگاه تهرانی برگزار گردید. در میانهٔ این بازی‌ها اعلام شد که دو تیم قهرمان و نایب قهرمان لیگ (پاس و پرسپولیس) بدون توجه به نتایج تورنمنت در لیگ آینده حضور خواهند داشت، هر چند نتایجی که در مقابل تیمهای دیگر کسب می‌کردند، در سرنوشت دیگر تیمها اثر داشت. بدین ترتیب ۶ تیم دیگر تهران بر سر ۲ سهمیهٔ باقی‌مانده رقابت کردند. استقلال در ۷ بازی خود ۵ تساوی (برابر تیم‌های پرسپولیس، کشاورز، پورا، بانک تجارت، گسترش) و دو شکست (برابر پاس و سایپا) کسب کرد. در نهایت کشاورز و سایپا دو سهمیهٔ آخر تهران را به دست آوردند و تیم‌های استقلال، بانک تجارت، پورا و گسترش سهمیه حضور در سومین دوره لیگ آزادگان را به دست نیاوردند.
در پی این نتایج ابتدا بنا بود طبق روال معمول این چهار تیم در فصل آینده در لیگ باشگاه‌های تهران بازی کند؛ اما در فاصله یک هفته به شروع فصل جدید باشگاه‌های تهران با پیشنهاد فدراسیون، مسئولان باشگاه‌های استقلال، گسترش، و پورا تصمیم گرفتند که به جای بازی در لیگ باشگاه‌های تهران، در مسابقات کشوری دیگری تحت عنوان لیگ دسته سوم شرکت کنند. اگر چه از این مسابقات به عنوان «دسته سوم جام آزادگان» اسم برده می‌شد، اما ارتباطی با لیگ‌های دسته اول و دوم آزادگان از لحاظ صعود و سقوط تیم‌ها نداشت و تیم‌های کشور - صرف نظر از رتبه‌ای که در لیگ سراسری کسب می‌کردند - باید در انتهای فصل سهمیه شرکت در لیگ دسته اول سال بعد را از طریق شرکت در مسابقات استانی (سوپرجام) به دست می‌آوردند. علت قبول پیشنهاد فدراسیون از سوی این سه باشگاه این بود که با شرکت در مسابقات کشوری (لیگ دسته سوم) این تیم‌ها می‌توانستند به‌ صورت مستقیم در سوپرجام سال آینده شرکت کنند، در حالی که اگر مانند بانک تجارت در مسابقات لیگ باشگاه‌های تهران شرکت می‌کردند، لازم بود ابتدا جزو ۴ تیم برتر لیگ باشگاه‌های تهران قرار گیرند تا بتوانند به سوپرجام برسند. ضمن اینکه تهران در مسابقات موسوم به "دستهٔ دوم کشور" نیز نماینده‌ای نداشت و تیم‌های تهرانی در این دسته هم نمی‌توانستند بازی کنند. بنابراین استقلال، تیم پنجم لیگ آزادگان در سال ۱۳۷۱، به مسابقاتی موسوم به لیگ دسته سه ایران فرستاده شد، در حالی که بسیاری از تیم‌های لیگ آزادگان فصل ۱۳۷۱ که در جدول رده‌بندی پایین‌تر از استقلال قرار گرفته بودند، در لیگ دسته اول آزادگان سال آینده (فصل ۷۳-۷۲) نیز حاضر بودند.
کاظم اولیایی مدیر وقت باشگاه گفته است که انتقال استقلال از سطح اول فوتبال کشور به مسابقاتی موسوم به لیگ دسته سه از سوی هواداران این باشگاه قابل پذیرش نبود و باعث ایجاد تنش‌های اجتماعی می‌شد، اما با توجه به سیستم سهمیه‌بندی و گزینش تیم‌های تهران در آن زمان، حضور در مسابقات انتخابی موسوم به لیگ دسته سه سریع‌ترین راه برای بازگشت به لیگ دسته ۱ بود و به همین دلیل گردانندگان باشگاه با راهنمایی مسئولان فدراسیون تصمیم گرفتند استقلال به جای لیگ باشگاه‌های تهران در مسابقات انتخابی لیگ دسته سه کشوری شرکت کند. استقلال از این طریق با انجام ۱۴ بازی در طول سه ماه به صورت مستقیم به لیگ یک برگشت. ۲۰ سال پس از اجرای این طرح، ناصر نوآموز رئیس وقت فدراسیون فوتبال اعلام کرد در آن روزها مدیر باشگاه را تشویق کرده‌است که استقلال را به دستهٔ سوم ببرد. به گفتهٔ او اگر استقلال به دستهٔ پایین‌تر می‌رفت، دیگر هیچ تیمی  جرأت نمی‌کرد پس از سقوط از دستهٔ اول بهانه بیاورد.
در انتهای فصل بعد (فصل ۷۳−۱۳۷۲) فدراسیون مجدداً همان طرح سوپرجام را برگزار کرد و این بار سهمیه تهران در لیگ آزادگان را به ۶ و تعداد تیم‌های لیگ را به ۱۶ افزایش داد. استقلال با سرمربیگری رضا نعلچگر در بهار ۱۳۷۳ قهرمان سوپرجام تهران شد و سهمیه لیگ آزادگان بعدی را به دست‌ آورد.  اما چند تیم ریشه‌دار شهرستانی همچون تراکتورسازی و نساجی، علی‌رغم عملکرد قابل قبول در لیگ آزادگان ۷۳−۱۳۷۲، نتوانستند از سوپرجام استان خود سهمیه لیگ ۷۴−۱۳۷۳ را به دست آورند. با زیاد شدن اعتراض‌ها فدراسیون جدید تعداد تیم‌های لیگ را از ۱۶ به ۲۴ افزایش داد و به تمام تیم‌های لیگ قبلی (۷۳−۱۳۷۲) و نیز تمام تیم‌های موفق در سوپر جام اجازه شرکت در لیگ ۷۴−۱۳۷۳ را داد. به این ترتیب تعداد سهمیه‌های تهران به ۸ رسید. ضمن اینکه فدراسیون اعلام کرد از فصل آینده تیم‌ها براساس رتبه‌شان در جدول لیگ آزادگان گزینش خواهند شد. به عبارت دیگر قانون سهمیه‌بندی و برگزاری مسابقات سوپرجام انتخابی برچیده شد و همچون مثل اغلب لیگ‌های دنیا تیم‌ها بر اساس صعود و سقوط در لیگ جواز حضور در مسابقات فصل بعد را به دست آوردند. این شیوه از فصل ۷۴−۱۳۷۳ تا کنون اجرا شده‌است. شایان ذکر است که اگر این قانون برچیده نمی‌شد تیم های مهم دیگری همچون پرسپولیس برای بار دیگر به دسته سوم سقوط می‌کردند.
پس از بروز این شرایط، علی جباری پس از سال‌ها به استقلال بازگشت و سرپرستی تیم را بر عهده گرفت. او در یادآوری آن دوره گفته است که باشگاه برای پرداخت ۱۵ هزار تومان در ازای ۳۰ پرس غذا برای بازیکنان ناتوان بود و به رستوران‌های دیگر می‌رفتند تا بهای ارزان‌تری را بپردازند. قرارداد بازیکنان استقلال در آن فصل ۳ میلیون تومان پیش‌پرداخت و ماهیانه ۱۸ هزار تومان بود که البته تنها شامل بازیکنان ملی‌پوش می‌شد و سایرین دست‌مزد کمتری می‌گرفتند.

## فهرست بازیکنان
حسین تراب‌پور،سید مجید نعمتی نژاد،احمدرضا عابدزاده، ثاقبی‌فر، حمید بابازاده، مهدی پاشازاده، شاهین بیانی، ایمان عالمی، صادق ورمزیار، بهمن ترکاشوند، کوروش بختیاری‌زاده، عباس سرخاب، میرشاد ماجدی، عبدالصمد مرفاوی، عادل حردانی، کامیار کاردار، امیرفرهاد یعقوبی، جوادی، رضا حسن‌زاده، محمود سجادی، محمود صالح‌آبادی، امیر قلعه‌نویی.

## بازی‌ها

### لیگ آزادگان
| ۹ مرداد ۱۳۷۱ ۱ | استقلال تهران | ۰ – ۰ | صنعت نفت آبادان               | تهران                                               |
|                | پاشازاده      |       | حکیم عوده‌پور  خلیفه مسلم‌زاده  | ورزشگاه: آزادی تماشاگران: ۲۰۰۰۰ داور: یداله سلیمانی |

| ۱۴ مرداد ۱۳۷۱ ۲ | استقلال تهران | ۱ – ۰ | سپیدرود رشت | تهران                                            |
|                 | سرخاب ۲۴'     |       |             | ورزشگاه: آزادی تماشاگران: ۱۵۰۰۰ داور: حسین عسگری |

| ۱۹ مرداد ۱۳۷۱ ۳ | جنوب اهواز | ۰ – ۱ | استقلال تهران          | اهواز                                                       |
|                 |            |       | مرفاوی ۷۸' · فلاحت‌زاده | ورزشگاه: تختی اهواز تماشاگران: ۱۵۰۰۰ داور: علی‌نقی مصطفی‌نژاد |

| ۲۳ مرداد ۱۳۷۱ ۴ | استقلال تهران                                         | ۳ – ۲ | کمای شیراز                                       | تهران                                             |
|                 | حسن‌زاده ۲' · مرفاوی ۱۲' · سرخاب ۲۶' · حسن‌زاده · سرخاب |       | مهرزاد عباسی ۳۹' · کلانتری ۵۷' · هدایت علایی '۲۶ | ورزشگاه: آزادی تماشاگران: ۳۰۰۰۰ داور: حسین تهرانی |

| ۲۸ مرداد ۱۳۷۱ ۵ | استقلال تهران | ۰ – ۰ | تراکتورسازی تبریز     | تهران                             |
|                 | حسن‌زاده سرخاب |       | خطیبی  سعید صالح‌زاده  | ورزشگاه: آزادی داور: عبود سنگاشکن |

| ۲ شهریور ۱۳۷۱ ۶ | شهرداری ساری                                            | ۱ – ۰ | استقلال تهران | ساری                                                  |
|                 | محمد اسماعیلی ۲۵' · حمید اسکندری  · عبدالحسین برزگر  '؟ |       |               | ورزشگاه: شهید متقی تماشاگران: ۲۵۰۰۰ داور: حسین تهرانی |

| ۸ شهریور ۱۳۷۱ ۷ | استقلال تهران             | ۰ – ۰ | کشاورز تهران               | تهران                                            |
|                 | حسن‌زاده سجادی بختیاری‌زاده |       | رضا عابدیان  سیامک رحیم‌پور | ورزشگاه: آزادی تماشاگران: ۴۵۰۰۰ داور: مهدی اخوان |

| ۱۳ شهریور ۱۳۷۱ ۸ | صنعت نفت آبادان | ۰ – ۰ | استقلال تهران        | آبادان                                                   |
|                  |                 |       | شاهین بیانی بابازاده | ورزشگاه: تختی آبادان تماشاگران: ۱۵۰۰۰ داور: حسین خوشخوان |

| ۱۹ شهریور ۱۳۷۱ ۹ | سپیدرود رشت      | ۰ – ۰ | استقلال تهران | رشت                                                    |
|                  | اردشیر یعقوب‌زاده |       | یعقوبی        | ورزشگاه: عضدی رشت تماشاگران: ۲۰۰۰۰ داور: داوود کریم‌پور |

| ۲۷ شهریور ۱۳۷۱ ۱۰ | استقلال تهران                 | ۰ – ۱ | جنوب اهواز                                                       | تهران                                               |
|                   | حسن‌زاده · سرخاب · ترابپور '۷۱ |       | بختیاری‌زاده ۷۲' · سالم داوودی  · عبدالحسین سیاحی  · عزیز فرسیات  | ورزشگاه: آزادی تماشاگران: ۵۰۰۰۰ داور: داوود کریم‌پور |

| ۳ مهر ۱۳۷۱ ۱۱ | کمای شیراز                 | ۰ – ۰ | استقلال تهران     | شیراز                                                        |
|               | سیروس سودبخش  محسن تقی‌پور  |       | شاهین بیانی عالمی | ورزشگاه: شهدای ارتش شیراز تماشاگران: ۱۸۰۰۰ داور: احمد ابهران |

| ۱۳ آذر ۱۳۷۱ ۱۲ | تراکتورسازی تبریز                                  | ۲ – ۲ | استقلال تهران                               | تبریز                                                      |
|                | کریم قاسمی سعادت ۴۴' · جواد شالچی ۸۹'  · دین‌محمدی  |       | کاردار ۲۰' · ورمزیار ۷۶' · مرفاوی · ورمزیار | ورزشگاه: باغشمال تبریز تماشاگران: ۲۵۰۰۰ داور: عبود سنگاشکن |

| ۲۰ آذر ۱۳۷۱ ۱۳ | استقلال تهران                                      | ۲ – ۱ | شهرداری ساری                                           | تهران                                               |
|                | حردانی ۴۱' · یعقوبی ۷۲' (پنالتی) · حسن‌زاده · سرخاب |       | محمد اسماعیلی ۳۰' · علی رسول‌زاده  · علیرضا مهمان چیان  | ورزشگاه: آزادی تماشاگران: ۱۸۰۰۰ داور: داوود کریم‌پور |

| ۲۸ آذر ۱۳۷۱ ۱۴ | کشاورز تهران           | ۱ – ۱ | استقلال تهران            | تهران                                            |
|                | شاه‌محمدی ۳۲' · قایقران |       | مرفاوی ۶۳' · شاهین بیانی | ورزشگاه: آزادی تماشاگران: ۲۰۰۰۰ داور: حسین عسگری |

#### جایگاه در جدول (گروه یک)
| رتبه | تیم               | بازی | برد | مساوی | باخت | زده | خورده | تفاضل | امتیاز | توضیحات            |
| ---- | ----------------- | ---- | --- | ----- | ---- | --- | ----- | ----- | ------ | ------------------ |
| ۱    | تراکتورسازی تبریز | ۱۴   | ۸   | ۵     | ۱    | ۲۳  | ۱۱    | ۱۲+   | ۲۱     | صعود به نیمه نهایی |
| ۲    | کشاورز تهران      | ۱۴   | ۷   | ۴     | ۳    | ۱۸  | ۹     | ۹+    | ۱۸     | صعود به نیمه نهایی |
| ۳    | استقلال تهران     | ۱۴   | ۴   | ۸     | ۲    | ۱۰  | ۸     | ۲+    | ۱۶     |                    |
| ۴    | صنعت نفت آبادان   | ۱۴   | ۵   | ۵     | ۴    | ۱۰  | ۱۱    | ۱-    | ۱۵     |                    |

#### جایگاه در جدول امتیازی لیگ
جدول رده‌بندی امتیازی لیگ (مجموع دو گروه) بر اساس امتیازهایی است که تیم‌ها در گروه خود به دست آوردند. قهرمان مسابقات در فینال مشخص شد.
در ستون امتیاز گروهی امتیازهایی که هر تیم در ۱۴ بازی مرحله گروهی به دست‌آورد ذکر شده‌است. در ستون  امتیاز نهایی، برای چهار تیم تراکتورسازی، کشاورز، پرسپولیس و پاس، امتیاز بازی‌های مرحلهٔ نیمه‌نهایی نیز لحاظ شده‌است.
ستون وضعیت در فصل بعد، نمایان‌گر مسابقاتی است که تیم‌ها در فصل بعدی (۷۳−۱۳۷۲) در آن شرکت کردند.
در سال ۱۳۷۱ هر بُرد ۲ امتیاز داشته‌است.
| ۱                                    | پاس تهران         | ۱۷ | ۲۱ | لیگ آزادگان |
| ۲                                    | پیروزی تهران      | ۱۸ | ۲۱ | لیگ آزادگان |
| تیم‌های حذف شده در نیمه نهایی         |                   |    |    |             |
| ۳                                    | تراکتورسازی تبریز | ۲۱ | ۲۲ | لیگ آزادگان |
| ۴                                    | کشاورز تهران      | ۱۸ | ۱۸ | لیگ آزادگان |
| تیم‌هایی که به نیمه نهایی راه نیافتند |                   |    |    |             |
| ۵                                    | استقلال تهران     | ۱۶ | ۱۶ | لیگ ۳       |
| ۶                                    | نفت آبادان        | ۱۵ | ۱۵ | لیگ آزادگان |
| ۷                                    | جنوب اهواز        | ۱۵ | ۱۵ | لیگ آزادگان |
| ۸                                    | پلی‌اکریل اصفهان   | ۱۵ | ۱۵ | لیگ ۳       |
| ۹                                    | ملوان انزلی       | ۱۴ | ۱۴ | لیگ آزادگان |
| ۱۰                                   | استقلال اهواز     | ۱۴ | ۱۴ | لیگ آزادگان |
| ۱۱                                   | برق شیراز         | ۱۴ | ۱۴ | لیگ آزادگان |
| ۱۲                                   | نساجی قائم‌شهر     | ۱۱ | ۱۱ | لیگ آزادگان |
| ۱۳                                   | کمای شیراز        | ۱۰ | ۱۰ | لیگ ۲       |
| ۱۴                                   | وحدت ساری         | ۹  | ۹  | لیگ ۲       |
| ۱۵                                   | ابومسلم مشهد      | ۷  | ۷  | لیگ ۲       |
| ۱۶                                   | سپیدرود رشت       | ۷  | ۷  | لیگ ۲       |

### سوپر جام تهران
منبع
| ۱۱ دی ۱۳۷۱ ۱ (دربی ۳۸) | استقلال تهران          | ۰ – ۰ | پیروزی تهران | تهران                                              |
|                        | بیانی فلاحت‌زاده مرفاوی |       | پنجعلی       | ورزشگاه: آزادی تماشاگران: ۹۰۰۰۰ داور: حسین خوشخوان |

| ۲۵ دی ۱۳۷۱ ۲ | استقلال تهران                            | ۱ – ۱ | کشاورز تهران                       | تهران                                                |
|              | قلعه‌نویی ۸۵' · سرخاب · عابدزاده · مرفاوی |       | صبیح ساران ۵۰' · تشت‌زر  · عابدیان  | ورزشگاه: آزادی تماشاگران: ۳۰۰۰۰ داور: یدالله سلیمانی |

| ۲ بهمن ۱۳۷۱ ۳ | استقلال تهران               | ۱ – ۱ | پورا تهران                               | تهران                                              |
|               | ماجدی ۱۳' · حسن‌زاده · سرخاب |       | سلطانی ۴۷' · شکورزاده  · سعید آگین سانیا | ورزشگاه: آزادی تماشاگران: ۲۰۰۰۰ داور: مصطفی شهبازی |

| ۹ بهمن ۱۳۷۱ ۴ | استقلال تهران           | ۱ – ۱ | بانک تجارت تهران                           | تهران                                            |
|               | بختیاری‌زاده ۵۲' · عباسی |       | علی دایی ۷۸' · پارسا  · فخرمحمدی  · طاهری  | ورزشگاه: آزادی تماشاگران: ۲۰۰۰۰ داور: حسین عسگری |

| ۲۳ بهمن ۱۳۷۱ ۵ | استقلال تهران                                  | ۱ – ۴ | سایپا تهران                                                                                     | تهران                                                |
|                | بیانی '۶۸ · بعقوبی '۶۸ · قلعه‌نویی ۸۷' (پنالتی) |       | میرزایی ۱۷' · علی اکبری '۶۲ · معصوم بیگی ۶۸' (پنالتی) · عمادی ۸۵'، ۸۹' · اصغر نوری · سعید تهمتن | ورزشگاه: آزادی تماشاگران: ۳۵۰۰۰ داور: یدالله سلیمانی |

| ۳۰ بهمن ۱۳۷۱ ۶ | استقلال تهران             | ۰ – ۱ | پاس تهران             | تهران                                               |
|                | فلاحت‌زاده پاشازاده مرفاوی | گزارش | یوسفی ۶۵' · ناصر قصاب | ورزشگاه: آزادی تماشاگران: ۶۵۰۰۰ داور: داوود کریم‌پور |

| ۳ اسفند ۱۳۷۱ ۷ | استقلال تهران                          | ۲ – ۲ | گسترش تهران                                        | تهران                                           |
|                | قلعه‌نویی ۲۷' · ماجدی ۲۹' · بختیاری‌زاده |       | محمودی ۱'، ۱۷' · ناصر وفایی  · صالحی  · مرتضی یکه  | ورزشگاه: آزادی تماشاگران: ۴۰۰۰ داور: حسین عسگری |

#### جایگاه در جدول
| رتبه | عنوان بازیها     | بازی | برد | مساوی | باخت | گل‌زده | گل‌خورده | تفاضل | امتیاز |
| ---- | ---------------- | ---- | --- | ----- | ---- | ----- | ------- | ----- | ------ |
| ۱    | سایپا تهران      | ۷    | ۳   | ۳     | ۱    | ۱۵    | ۸       | ۷     | ۹      |
| ۲    | کشاورز تهران     | ۷    | ۳   | ۳     | ۱    | ۹     | ۶       | ۳     | ۹      |
| ۳    | پیروزی تهران     | ۷    | ۲   | ۵     | ۰    | ۸     | ۵       | ۳     | ۹      |
| ۴    | پورا تهران       | ۷    | ۲   | ۴     | ۱    | ۹     | ۷       | ۲     | ۸      |
| ۵    | گسترش تهران      | ۷    | ۲   | ۳     | ۲    | ۱     | ۱۴      | ۱۳-   | ۷      |
| ۶    | بانک تجارت تهران | ۷    | ۱   | ۳     | ۳    | ۷     | ۸       | ۱-    | ۵      |
| ۷    | استقلال تهران    | ۷    | ۰   | ۵     | ۲    | ۶     | ۱۰      | ۴-    | ۵      |
| ۸    | پاس تهران        | ۷    | ۱   | ۲     | ۴    | ۶     | ۱۲      | ۶-    | ۴      |

منبع

### مسابقات جشنواره بسیج ایران
| ۲ آذر ۱۳۷۱ ۱ | استقلال تهران   | ۲ – ۲ | صنعت نفت آبادان                      | اهواز                                  |
|              | مرفاوی ۶۸'، ۸۲' |       | خداداد سالارنیا ۵۸' · مظفر شاملی ۸۴' | ورزشگاه: تختی اهواز داور: عبود سنگاشکن |

| ۳ آذر ۱۳۷۱ ۲ | استقلال تهران         | ۲ – ۱ | لوله‌سازی اهواز | اهواز                                  |
|              | حردانی ۶' · تهامی ۷۱' |       | نعمتی‌نژاد ۱'   | ورزشگاه: تختی اهواز داور: علیرضا عبادی |

| ۴ آذر ۱۳۷۱ ۳ | استقلال تهران   | ۲ – ۰ | بسیج خراسان | اهواز                                    |
|              | کاردار ۱۰'، ۳۰' |       |             | ورزشگاه: تختی اهواز داور: اسماعیل خلج‌پور |

| ۵ آذر ۱۳۷۱ نیمه‌نهایی | استقلال تهران                      | ۳ – ۱ | پاس تهران                | اهواز                                   |
|                      | فرتوت ۶۴' · حردانی ۸۷' · تهامی ۸۹' |       | علیزاده '۵۷ · سلامات ۷۳' | ورزشگاه: تختی اهواز داور: مرتضی درودیان |

| ۶ آذر ۱۳۷۱ فینال | استقلال تهران       | ۱ – ۰ (وقت اضافه) | لوله‌سازی اهواز | اهواز                                                  |
|                  | حردانی ۱۰۸' · تهامی |                   |                | ورزشگاه: تختی اهواز تماشاگران: ۲۰۰۰۰ داور: زاهد بحرینی |

منبع

### بازی دوستانه
| ۴ مهر ۱۳۷۱ دوستانه | برق شیراز                                             | ۳ – ۲ | استقلال تهران                | شیراز                                                         |
|                    | ندافی  ۱۱' · محمدباقر شایق  ۱۵' · مجید آسمان بخش  ۲۱' |       | کاردار ۹' · بختیاری‌زاده ۷۳'  | ورزشگاه: شهدای ارتش شیراز تماشاگران: ۸۰۰۰ داور: داوود کریم‌پور |

## آمار فصل

### عملکرد کلی تیم در فصل
| عنوان بازیها   | بازی | برد | مساوی | باخت | گل‌زده | گل‌خورده | تفاضل | درصد برد |
| -------------- | ---- | --- | ----- | ---- | ----- | ------- | ----- | -------- |
| لیگ آزادگان    | ۱۴   | ۴   | ۸     | ۲    | ۱۰    | ۸       | ۲+    | ۲۹٪      |
| سوپر جام تهران | ۷    | ۰   | ۵     | ۲    | ۶     | ۱۰      | ۴-    | ۰٪       |
| جمع            | ۲۱   | ۴   | ۱۳    | ۴    | ۱۶    | ۱۸      | ۲-    | ۱۹٪      |

### تعداد بازی
| #  | بازیکن             | مسابقات     | مسابقات        | جمع |
| #  | بازیکن             | لیگ آزادگان | سوپر جام تهران | جمع |
| -- | ------------------ | ----------- | -------------- | --- |
| ۱  | عباس سرخاب         | ۱۴          | ۷              | ۲۱  |
| ۲  | صادق ورمزیار       | ۱۳          | ۷              | ۲۰  |
| ۳  | میرشاد ماجدی       | ۱۳          | ۷              | ۲۰  |
| ۴  | شاهین بیانی        | ۱۳          | ۶              | ۱۹  |
| ۵  | صمد مرفاوی         | ۱۳          | ۶              | ۱۹  |
| ۶  | کوروش بختیاری‌زاده  | ۱۲          | ۶              | ۱۸  |
| ۷  | امیرفرهاد یعقوبی   | 12          | ۳              | ۱۵  |
| ۸  | فرشاد فلاحت‌زاده    | ۱۱          | ۴              | ۱۵  |
| ۹  | عادل حردانی        | ۱۱          | ۳              | ۱۴  |
| ۱۰ | مهدی پاشازاده      | ۸           | ۶              | ۱۴  |
| ۱۱ | ایمان عالمی        | ۸           | ۷              | ۱۵  |
| ۱۲ | حمید بابازاده      | ۷           | ۳              | ۱۰  |
| ۱۳ | محمود صالح‌آبادی    | ۳           | ۷              | ۱۰  |
| ۱۴ | رضا حسن‌زاده        | ۸           | ۰              | ۸   |
| ۱۵ | کامیار کاردار      | ۶           | ۲              | ۸   |
| ۱۶ | محمد آیینه‌چی       | ۵           | ۳              | ۸   |
| ۱۷ | مسعود غفوریهای اصل | ۴           | ۴              | ۸   |
| ۱۸ | احمدرضا عابدزاده   | ۳           | ۴              | ۷   |
| ۱۹ | مهرداد ثاقبی‌فر     | ۵           | ۱              | ۶   |
| ۲۰ | محمود سجادی        | ۵           | ۱              | ۶   |
| ۲۱ | ناصر عباسی         | ۴           | ۲              | ۶   |
| ۲۲ | امیر قلعه‌نویی      | ۰           | ۶              | ۶   |
| ۲۳ | حسین ترابپور       | ۵           | ۰              | ۵   |
| ۲۴ | بهمن ترکاشوند      | ۲           | ۰              | ۲   |

### کاپیتان‌های فصل
| رده | نام           | جام آزادکان | سوپر جام تهران | جمع |
| --- | ------------- | ----------- | -------------- | --- |
| ۳   | شاهین بیانی   | ۱۳          | ۶              | ۱۹  |
| ۲   | صادق ورمزیار  | ۱           | ۰              | ۱   |
| ۱   | امیر قلعه‌نویی | ۰           | ۱              | ۱   |

- فقط کاپینانهایی که بازی را شروع کرده‌اند در این جدول قرار گرفته‌اند و کاپیتانهای تعویضی محاسبه نشده‌اند.